# Timo Räisänen
Timo Peter Räisänen, född 25 juli 1979 i Råda församling, Göteborgs och Bohus län, är en svensk musiker. Han var tidigare känd som gitarrist i Håkan Hellströms kompband och verkar numera som soloartist.

## Bakgrund och uppväxt
Räisänen är sverigefinsk men hans mor är född i Indien; angloindisk (därav namnet till en av hans skivor, I'm Indian) och hennes far svensk, dessutom är Räisänens far finländare (född i Idensalmi, uppväxt i Brasilien). När Räisänens föräldrar träffades, bestämde de sig för att flytta till Sverige. Räisänen växte upp i Kåhög utanför Göteborg och sjöng under sin barndom bland annat i Göteborgs Gosskör. I hemmet talades dock varken finska eller svenska utan han växte upp med engelska som modersmål.
Räisänen genomförde sin militärtjänst som informationssoldat på tidningen Värnpliktsnytt år 1999.

## Musikkarriär
Räisänen var gymnasist vid Göteborgs Högre Samskola samma skola som Håkan Hellström också gått på. Han ingick tidigare i Hellströms kompband där han hade rollen som gitarrist och bakgrundssångare. Räisänen startade sin solokarriär hösten 2004 och har sedan dess nått stora framgångar i Sverige. Han har bland annat blivit känd för coverversioner av låtar ur flera musikgenrer, till exempel på Sugababes låt About You Now.
Det tredje albumet Love Will Turn You Around kom ut den 29 augusti 2007, första singeln släpptes den 9 maj 2007 och heter Sweet Marie. B-sidan är en cover av Josh Grobans låt You Are Loved (Don't Give Up).
Räisänen har också spelat i bandet Her Majesty och i en mängd andra mindre popband. Han har även gjort låten Kom kampsång tillsammans med Lasse Lindh. Räisänen höll i en av körerna i TV 4:s underhållningsprogram Körslaget 2008/2009, men åkte ut i andra programmet.
Låten Bollen måste dö vann Morgonpassets tävling om en inofficiell fotbollslåt till VM i fotboll 2006. Låten "Aldrig långt bort", en lokalpatriotisk göteborgshyllning som Räisänen skrivit till Göteborg Energis reklamkampanj, släpptes i januari 2011. I februari 2011 gav han sig sedan ut på en kortare turné i Tyskland där han spelade i fem olika städer. Bland annat i Berlin och Hamburg. 2012 släppte Timo Räisänen sitt sjätte album, Endeavor. 
Tillsammans med Kalle Moraeus ledde han Grammisgalan 2013.
Hösten 2013 ställde Räisänen upp i programmet Alla tiders hits i SVT med låten "Lyckliga gatan". Efter att ha vunnit sin deltävling tog han sig vidare till den stora finalen som han sedan slutligen vann även den.
År 2016 släppte han albumet Timo sjunger Ted med tolkningar av Ted Gärdestads låtar. Följande år släppte han albumet Tro, Hat, Stöld vilket också var första gången han släppte egen musik på svenska.
Under 2018 inledde han ett samarbete med radions P2 där han i programmet "Timo Räisänen i P2" på söndagarna spelade sin favoritmusik ur den klassiska repertoaren.

## Privatliv
Timo Räisänen är gift med Lina Räisänen, syster till programledaren Lotta Lundgren, och tillsammans har de två barn.

## Galleri

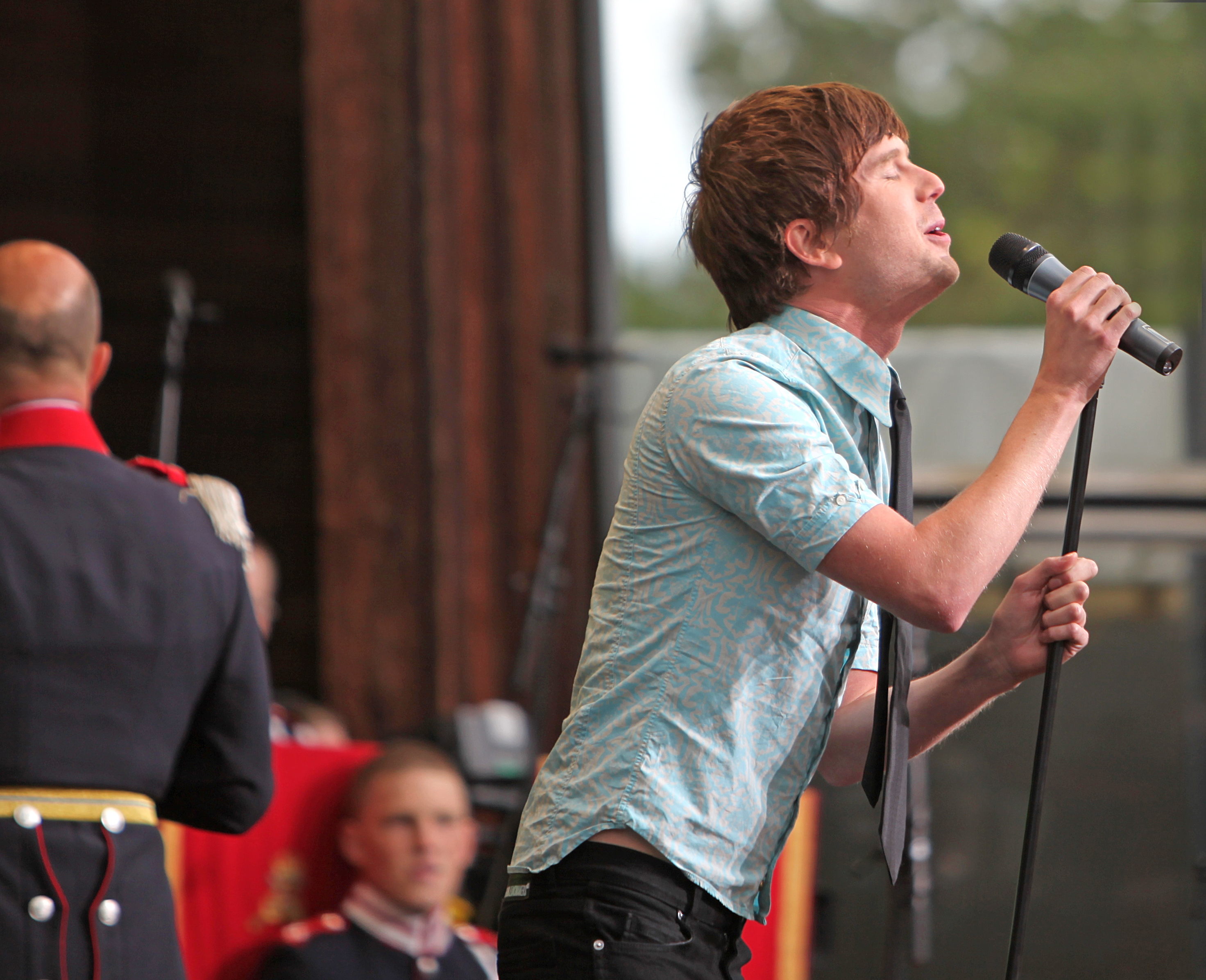
Timo Räisänen 2009
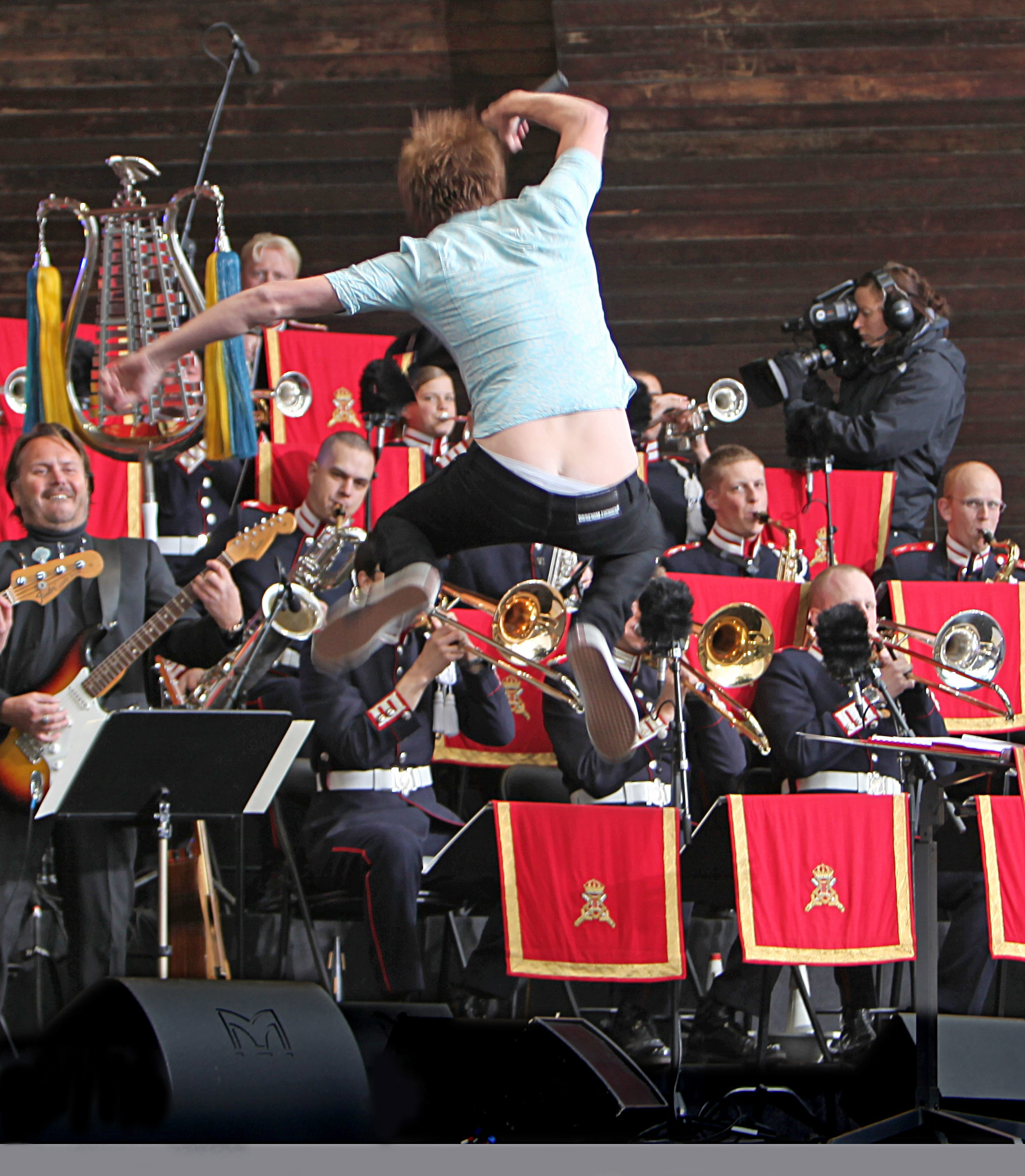
Timo Räisänen på Skansen 2009
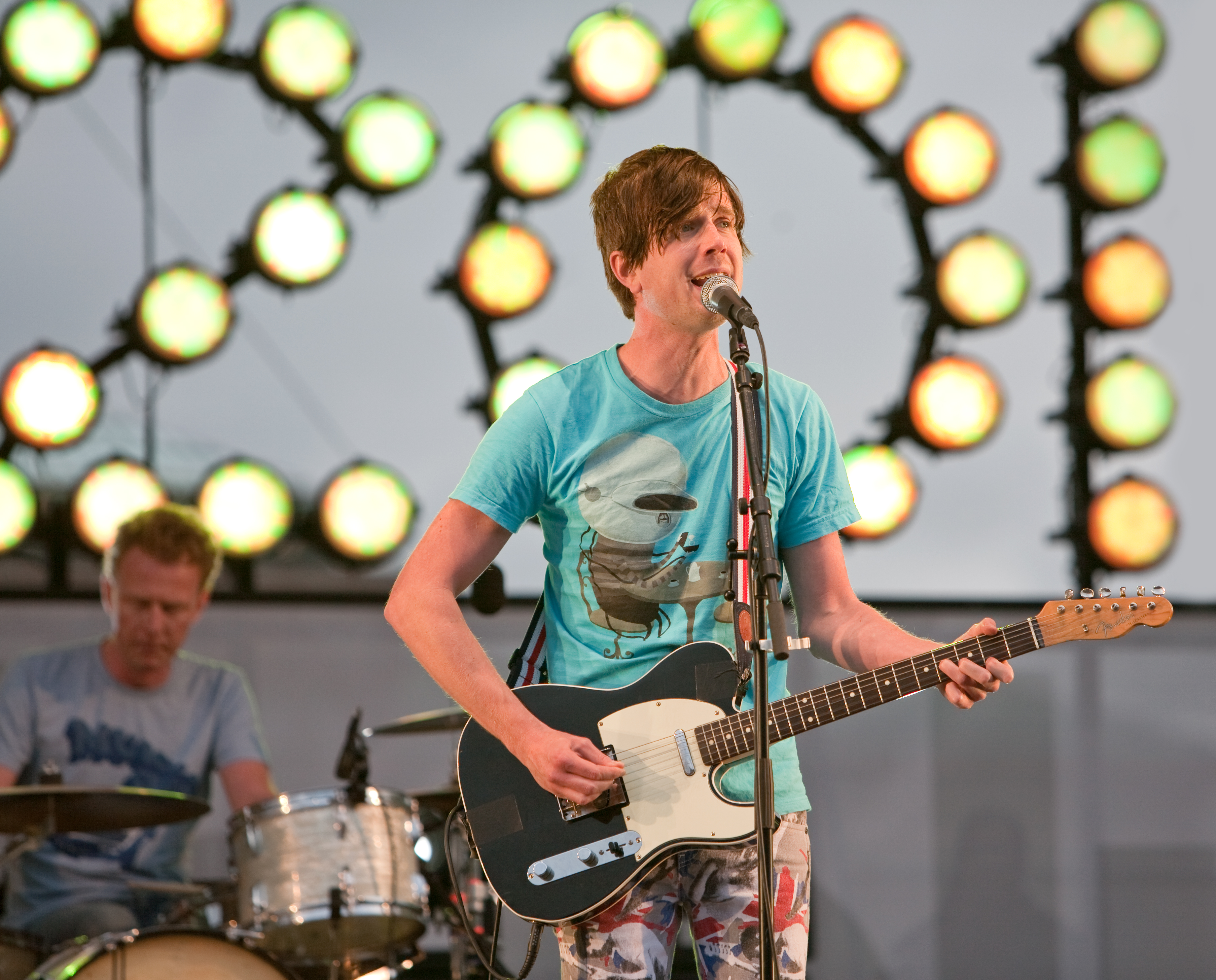
Timo Räisänen under LOVE Stockholm 2010
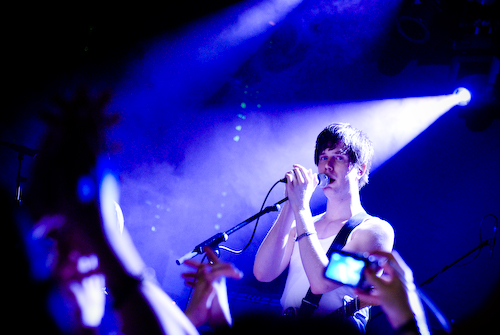
Timo Räisänen uppträder på Tivoli 2008

## Diskografi

### Studioalbum
- 2005 – Lovers Are Lonely (innehåller även dvd:n Hanging Sweet from the Tree)
- 2006 – I'm Indian
- 2007 – Love Will Turn You Around
- 2008 – …And Then There Was Timo
- 2010 – The Anatomy of Timo Räisänen
- 2012 – Endeavor
- 2016 – Timo sjunger Ted
- 2017 – Tro, Hat, Stöld
- 2020 – Pax Noël

### Singlar
- 2004 – Lovers Are Lonely
- 2005 – Don't Let the Devil Ruin It All
- 2005 – Pussycat
- 2006 – Fear No Darkness, Promised Child
- 2006 – Let's Kill Ourselves a Son
- 2007 – Sweet Marie
- 2007 – My Valentine
- 2008 – Sixteen
- 2008 – Spill Your Beans
- 2008 – About You Now
- 2010 – Numbers
- 2010 – Outcast
- 2010 – Hollow Heart
- 2012 – Second Cut
- 2013 – January, Taken
- 2013 – Lyckliga Gatan
- 2016 – Jag vill ha en egen måne
- 2016 – Jag ska fånga en ängel
- 2016 – Satellit
- 2017 – Fear No Darkness, Promised Child, Lullaby version
- 2017 – Hemliga polisen
- 2017 – Kampen och härligheten
- 2017 – Tiden glöder
- 2023 – Hälften är rakt från hjärtat (med Felicia Takman)[5]

## Utmärkelser
- P3 Guld för årets artist,  2007
- Guldmicken,  2008

[Redigera Wikidata]